# Ес-Суассі (округ)
Ес-Суассі (араб. معتمدية السواسي) — округ в Тунісі. Входить до складу вілаєту Махдія. Центр округу — м. Ес-Суассі. Станом на 2004 рік загальна чисельність населення становила 46276 осіб.